# الاعتراف القانوني بالعلاقات المثلية في فيتنام
لا يتم الاعتراف حاليا بزواج المثليين أو الاتحادات المدنية في فيتنام.

## تاريخ

القوانين المتعلقة بالمثلية الجنسية في آسيا
المثلية الجنسية قانونية
زواج المثليين
توفر شكل آخر من أشكال الاعتراف القانوني
مساكنة غير مسجلة
الاعتراف بزواج المثليين المنعقد في الخارج فقط، دون الاعتراف بعقده في الداخل
لا اعتراف
قيود على حرية التعبير
المثلية الجنسية غير قانونية
قانون لايتم تطبيقه، أو قانون غير واضح
عقوبة سجنية
السجن المؤبد
عقوبة الإعدام

قوبلت محاولات عقد حالات زواج المثليين غير رسمية في أواخر التسعينيات بردود فعل متباينة من الحكومة. أقام زوجان مثليان من الرجال حفلًا في مدينة هو تشي منه في عام 1997. وقال أحد المسؤولين «يجب إدانته علنًا». ومع ذلك، قالت الشرطة إنه لا يوجد إطار قانوني يمكن بموجبه توجيه الاتهام إلى الاثنين. ومع ذلك، تمت المعاقبة الرسمية على محاولة أخرى في عام 1998 قامت بها زوجتان من المثليات في محافظة فين لونغ. في هذه الحالة، تدخلت وزارة العدل وأمرت بإلغاء الاتحاد، قائلة إنه «غير قانوني ويتعارض مع الأخلاق والعادات التقليدية للأمة الفيتنامية». ورداً على ذلك، صدر قانون بعد ثلاثة أشهر من زواجهم. يحظر رسميا النقابات من نفس الجنس.
ألغيت القوانين السابقة ضد جميع أشكال المساكنة بموجب قانون زواج جديد أقره البرلمان في عام 2000.
في مايو 2012، أقام زوجان مثليان في مدينة ها تيين حفل زفاف تقليدي عام في منزلهما لكن السلطات المحلية أوقفته. تم الإبلاغ عن الحدث على نطاق واسع في وسائل الإعلام الفيتنامية وبدأ نقاش ساخن حول هذه القضية.
بعد شهرين، أعلن وزير العدل الفيتنامي، ها هونغ كوونغ، أن الحكومة تدرس تقنين زواج المثليين، قائلا إنه «من أجل حماية الحريات الفردية، يجب السماح بزواج المثليين». كان من المتوقع مناقشة الموضوع في الجمعية الوطنية في ربيع 2013. ومع ذلك، في فبراير 2013، طلبت وزارة العدل من الجمعية الوطنية الفيتنامية تجنب اتخاذ إجراء حتى عام 2014.
في يونيو 2013، قدمت وزارة العدل مشروع قانون يلغي الحظر المفروض على زواج المثليين من قانون الزواج والأسرة (بالفيتنامية: Luật Hôn nhân và Gia đình)‏. وكان من شأنه أن يوفر بعض حقوق المساكنة للشركاء المثليين.
 ناقشته الجمعية الوطنية في أكتوبر 2013. في 24 سبتمبر 2013، أصدرت الحكومة مرسومًا بإلغاء الغرامات المفروضة على زواج المثليين. دخل المرسوم حيز التنفيذ في 11 نوفمبر 2013. في 27 مايو 2014، ألغت لجنة الشؤون الاجتماعية التابعة للجمعية الوطنية الحكم الذي يعطي الوضع القانوني وبعض الحقوق للشركاء المثليين المتساكنين من مشروع القانون. تمت الموافقة على مشروع القانون من قبل الجمعية الوطنية في 19 يونيو 2014، ودخل حيز التنفيذ في 1 يناير 2015.

### الوضع القانوني
في السابق، نصت المادة 64 من الدستور الفيتنامي على ما يلي: «الأسرة هي خلية المجتمع. تحمي الدولة الزواج والأسرة. يجب أن يتوافق الزواج مع مبادئ الرضا الحر، الاتحاد التقدمي، الزواج الأحادي والمساواة بين الزوج والزوجة. يقع على عاتق الأهل مسؤولية تنشئة أطفالهم كمواطنين صالحين. على الأطفال والأحفاد واجب إظهار احترام والديهم وأجدادهم، ولا تعترف الدولة والمجتمع بأي تمييز بين الأطفال». في نوفمبر 2013، تم إلغاء المادة واستبدالها بالمادة 36، التي لا تحتوي على تعريف للزواج. تنص المادة 36 على ما يلي:
منذ 11 نوفمبر 2013، لم تعد الحكومة تفرض أي غرامات على الأشخاص الذين يقومون بحفلات زواج المثليين. في حالة ظهور السلطات المحلية للعقوبات أو القيام بالتدخلات، يمكنهم اتخاذ هذا المرسوم لحماية مصالحهم المشروعة.

### الاستعراض الدوري الشامل 2019
في 22 يناير 2019، خلال الاستعراض الدوري الشامل الثالث للبلاد، الذي عقدته لجنة الأمم المتحدة لحقوق الإنسان، أوصت كل من آيسلندا، وهولندا وكندا فيتنام بتشريع زواج المثليين. في 4 يوليو 2019، «لاحظت» الحكومة الفيتنامية (أي رفضت) هذه التوصيات.

## الرأي العام
أظهر مسح أجري في ديسمبر 2012 أن 37% من سكان فيتنام يؤيدون تقنين زواج المثليين، بينما عارض 58% ذلك.
وجد استطلاع مارس 2014 أن 33.7% من الفيتناميين يؤيدون زواج المثليين، بينما عارضه 52.9%. أظهر الاستطلاع أن الدعم لزواج المثليين كان أعلى بين الشباب الذين شملهم الاستطلاع، والمستجيبون الذين لديهم أصدقاء أو من أفراد الأسرة من مجتمع الميم، وأولئك الذين أكملوا التعليم العالي. صرح 73% من الفيتناميين أن تقنين زواج المثليين لن يؤثر سلبًا على عائلاتهم، بينما قال 20% أنه سيكون له تأثير سلبي.
أظهر مسح أجري في ديسمبر 2016 أن 45% من سكان فيتنام يؤيدون تشريع زواج المثليين، بينما يعارضه 25%.